# جي بي دي فورميس 2015
جي بي دي فورميس 2015 (بالفرنسية: Grand Prix de Fourmies 2015)‏ هو سباق دراجات هوائية، وهو الموسم رقم 83 من نفس السباق، وأقيم في 6 سبتمبر 2015، وامتدّ لمسافة 205 كيلومتر، وهو أحد سباقات طواف أوروبا للدراجات 2015، وقد شارك في السباق 173 متسابقاً ووصل إلى نهايته 162 متسابقاً.
فاز فيه بالمركز الأول فابيو فلين، وبالمركز الثاني توم بونن، وبالمركز الثالث ناصر بوهاني.

## الفرق
| فرق عالمية (6)- Etixx-Quick Step - Astana - AG2R La Mondiale - Lampre-Merida - FDJ - Trek Factory Racing فرق قارية محترفة (11)- سبورت فلاندرين بالويس 2015 ‏ - Bretagne-Séché Environnement - غازبروم روسفيلو ‏ - Cofidis, Solutions Crédits - Europcar - ساوث إيست 2015 ‏ - Wanty-Groupe Gobert - Bora-Argon 18 - رومبوت تشارلز ‏ - أندروني جوكاتولي-سيدرمك 2015 ‏ - نيبو-فيني فانتيني-يوربا أوفيني ‏ فرق قارية (5)- إتش بي بي تي بي – أوبير 93 ‏ - ديلكو ‏ - Van Rysel–Roubaix ‏ - Akros–Excelsior–Thömus ‏ - أرمي دي تير 2015 ‏ |  |
| |  |

## الفائزون
| الترتيب | الفائز      |
| ------- | ----------- |
| الفائز  | فابيو فلين  |
| الثاني  | توم بونن    |
| الثالث  | ناصر بوهاني |

## وصلات خارجية
- الموقع الرسمي
- جي بي دي فورميس 2015 على موقع إحصائيات الدراجات الإحترافية (الإنجليزية)